# Organisatieadviesbureau
Een organisatieadviesbureau of managementconsultingbedrijf is een adviesbureau dat door bedrijven, instellingen en overheid wordt ingehuurd om te adviseren op het gebied van management en bedrijfsvoering. De bij een organisatieadviesbureau werkzame adviseur wordt organisatieadviseur of managementconsultant genoemd.

## Werkzaamheden
Doel is om de te adviseren organisaties te helpen om beter te functioneren en presteren. Dit wordt bereikt door de bestaande organisatieproblemen in kaart te brengen, te analyseren wat de oorzaken zijn en verbeteringen voor te stellen en te helpen implementeren.
Organisatieadviesbureaus richten zich op de bedrijfsstrategie, op bedrijfsprocessen zoals logistiek, op personeelsbeleid zoals beloningsbeleid en functiewaarderingssystemen, en op het gebruik van informatie- en communicatietechnologie (ICT) zoals computernetwerken en (gespecialiseerde) software. Behalve adviseren, ondersteunen organisatieadviesbureaus ook regelmatig bij de implementatie van de door hen geadviseerde oplossingen.

## Geschiedenis
Het beroep van organisatieadviseur en de eerste consultancyfirma's zijn ontstaan rond 1900 in de Verenigde Staten. Nederland volgde in het interbellum. De organisatieadviesbureaus ontstonden vanuit drie richtingen, vanuit de accountants, ingenieurs en de sociale wetenschappers. Ieder ontwikkelde een eigen soort organisatieadvies, en bleven decennia onafhankelijk van elkaar op de markt opereren.
Het eerste organisatieadviesbureau in Nederland was opgericht in 1922 door de ingenieurs Ernst Hijmans en Willem van Gogh genaamd Organisatie Advies Bureau. De focus van Heymans en Van Gogh was op de voornamelijk op de werkvloer. Daar richtten zij zich op de studie van productieprocessen en brachten technische verbeteringen en verbeteringen op het gebied van planning aan. Voorstellen werden in overleg met de werklieden en het lager kader besproken en beproefd. Na 1930 ontstonden er meer uiteenlopende organisatieadviesbureaus. De één richtte zich op arbeidsanalyse, tariefstellingen en beloningssystemen, terwijl de ander zich richtte op advies aan de top, en anderen gingen weer vanuit de werkplaats op zoek maar de werkelijke problemen. Een van de oudste nog zelfstandig opererende organisatieadviesbureaus in Nederland is Van de Bunt Adviseurs uit Amsterdam opgericht in 1933 door H. van de Bunt en R.W. Starreveld onder de naam Raadgevend Kantoor voor Organisatie en Efficiency.
De eerste basisopleiding voor organisatieadviseurs kwam tot stand in 1958 door de Stichting Interacademiale Opleiding Organisatiekunde. Deze stichting bood voor de drie richtingen van economen, ingenieurs en sociologen een postdoctorale studie organisatiekunde. De vakgerichte opleiding voor organisatieadviseurs is later ook door enige universiteiten opgepakt. Het percentage adviseurs met een dergelijke opleidingen bleef echter beperkt, mede doordat zo'n opleidingen niet verplicht werd. Dit is in tegenstelling tot bijvoorbeeld tot de opleiding tot accountant.

## Grootste organisatieadviesbureaus
Veel grote bedrijven die organisatieadvies aanbieden, bieden ook andere vormen van advies aan, bijvoorbeeld financieel-economisch advies of ICT-advies. Anderzijds zijn er ook accountancy- en ICT-adviesbureau's die een speciale tak hebben voor organisatieadvies.

### Verenigde Staten
De website "vault.com" geeft ieder jaar een lijst van de 50 meest prestigieuze consulting companies. Deze lijst omvat adviesbureaus op het gebied van economie, energie, financiën, personeelszaken, bedrijfsprocessen en geneesmiddelenindustrie. In 2009 zijn de 20 meest prestigieuze Amerikaanse bedrijven:
1. McKinsey & Company
2. Boston Consulting Group
3. Bain and Company
4. Booz Allen Hamilton
5. Monitor Group
6. Mercer
7. Deloitte
8. Oliver Wyman
9. PricewaterhouseCoopers
10. L.E.K. Consulting
11. Ernst and Young
12. A.T. Kearney
13. IBM Global Business Services
14. Accenture
15. The Parthenon Group
16. KPMG
17. Katzenbach Partners
18. Towers Perrin
19. Capgemini
20. Gartner

Opgemerkt dient te worden dat het bij de genoemde bedrijven PricewaterhouseCoopers, KPMG Consulting, Deloitte Consulting en Ernst and Young hier slechts om de adviestak van deze organisaties gaat. De accountancytak van deze organisaties wereldwijd is veel groter.

### Nederland
Het CBS laat zien dat er onder de consultant veel zelfstandigen zijn: In 2006 is 80% van de adviesbureaus in Nederland een eenmanszaak. Het gaat hier om 22.000 organisatieadviesbureaus. Ter vergelijking: in 1996 waren er ruim 6.000 zelfstandige consultants.
Een andere overzicht van de consultancybranche in Nederland uit 2001 vermeldt zowel automatiseringsbedrijven als managementconsultants. (Achter de namen staat aangegeven de omzet in miljoenen euro's en het aantal werknemers in Nederland):
1. Capgemini, Ernst & Young (689/2268)[8]
2. PricewaterhouseCoopers (490/--)
3. KPMG Consulting (336)/--)
4. Deloitte Consulting (291/1230)
5. Accenture (207/--)
6. Twynstra group (161/--)
7. Berenschot Group (154/545)
8. Computer Sciences Cor. (110/625)
9. A.T. Kearney (196/150)
10. PA Consulting Group (49/--)
11. DCE Consultants (43/131)
12. BDO Consultants (42/223)

Ook hier geldt verder weer dat het bij de genoemde bedrijven PricewaterhouseCoopers, KPMG Consulting, Deloitte Consulting en Ernst & Young hier slechts om de adviestak van deze organisaties gaat. De accountancy- en belastingadviestakken van deze organisaties in Nederland zijn veel groter.